# دينيش سينغ (سياسي)
دينيش سينغ (بالإنجليزية: Dinesh Singh)‏ هو سياسي هندي، ولد في 17 يونيو 1962. حزبياً، نشط في بهاراتيا جاناتا. وقد انتخب Member of the Punjab Legislative Assembly ‏.